# Agaricomycotina
Agaricomycotina або Hymenomycetes — підвідділ (підтип) базидіомієвих грибів (Basidiomycota), що містить близько 20 тис. видів, з яких близько 98 % належать до класу агарикоміцетів (Agaricomycetes), вегетативні тіла більшості з яких відомі під тривіальною назвою «грибів».